# Маланг Д'єдью
Маланг Д'єдью (фр. Malang Diedhiou; нар. 30 квітня 1973, Зігіншор — сенегальський футбольний арбітр. Відрізняється дуже м'яким суддівством, у середньому за гру показує трохи більше двох жовтих карток (2,04 за гру, згідно зі статистикою суддівства в 52 міжнародних матчах — дані на липень 2018 року).

## Біографія
З 2009 року включений в список арбітрів ФІФА, працював на матчах фінального раунду Кубка африканських націй 2015 і 2017 років. У 2017 році був призначений помічником намібійського арбітра Бакарі Гассама для роботи на Кубку Конфедерацій 2017 року в Росії.
У 2018 році рішенням ФІФА обраний головним арбітром для обслуговування матчів чемпіонату світу в Росії.